# جان اچ. بانکهد دوم
جان اچ. بانکهد دوم (به انگلیسی: John H. Bankhead II) سناتور سابق عضو حزب دموکرات ایالات متحده آمریکا بود. وی در سال ۱۹۳۱ تا ۱۹۴۶ میلادی سناتور ایالت آلاباما در سنای ایالات متحده آمریکا بود.